# Kristján Eldjárn

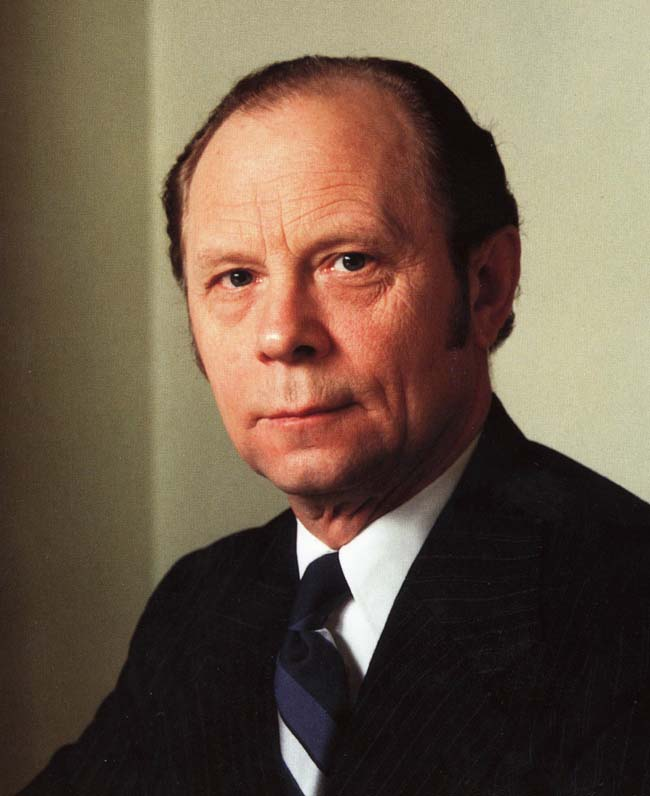
Kristján Eldjárn

Kristján Eldjárn (Tjörn í Svarfaðardal, 6 december 1916 - aldaar, 14 september 1982) was tussen 1968 en 1980 president van IJsland.
Zijn ouders waren Þórarinn Kr. Eldjárn, een leraar in Tjörn, en Sigrun Sigurhjartardóttir. Hij studeerde archeologie aan de Universiteit van Kopenhagen en doceerde aan de Universiteit van IJsland. In 1957 kreeg hij een doctoraat voor een onderzoek naar heidense begrafenissen in IJsland. In 1945 werd hij conservator in het Nationaal Museum van IJsland in Reykjavík en in 1947 werd hij directeur, een positie die hij bekleedde tot hij in 1968 president werd.
Tussen 1966 en 1968 presenteerde hij een serie van educatieve tv-programma's op de nationale tv-zender RÚV, waarin hij uitleg gaf over kunstwerken uit het Nationaal Museum. Dit programma maakte hem bekend bij het grote publiek en heeft zeker bijgedragen aan zijn verkiezing tot president. 
Eldjárn ging de verkiezingscampagne in als underdog. Zijn tegenstander Gunnar Thoroddsen had aanvankelijk een voorsprong van 70% in de opiniepeilingen. Eldjárn won de verkiezingen echter met 65,6% van de stemmen. In 1972 en 1976 werd hij herkozen. In 1980 besloot hij om zich niet meer verkiesbaar te stellen, om zo de rest van zijn werkzame leven te wijden aan de wetenschap. 
Zijn zoon Þórarinn Eldjárn is een van de populairste auteurs van IJsland. Hij is gespecialiseerd in korte verhalen en poëzie. Zijn dochter Sigrun Eldjárn is ook auteur en illustrator van diverse kinderboeken.
Sveinn Björnsson · Ásgeir Ásgeirsson · Kristján Eldjárn · Vigdís Finnbogadóttir · Ólafur Ragnar Grímsson · Guðni Thorlacius Jóhannesson · Halla Tómasdóttir
- Bibliothèque nationale de France: cb12300537p (data)
- Gemeinsame Normdatei: 1012101827
- International Standard Name Identifier: 0000 0001 1946 0646
- Library of Congress Control Number: n86813499
- Nationale Bibliotheek van Israël: 987007264149805171
- Nederlandse Thesaurus van Auteursnamen: 073591068
- Réseau des bibliothèques de Suisse occidentale: 02-A006075215
- LIBRIS: 68657
- Système universitaire de documentation: 031871151
- Virtual International Authority File: 2537035